# Veronica (časopis)
Veronica je český environmentálně-kulturní nezávislý časopis, který vydává brněnská organizace Českého svazu ochránců přírody Veronica. První „zkušební a náborové“ číslo vyšlo v roce 1986. Veronica vychází čtyřikrát ročně v online i tištěné verzi.

## Obsah časopisu
Časopis se vyjadřuje k různorodým problémům ochrany přírody a krajiny. Poskytuje pravidelné informace o ekologickém dění v ČR i v zahraničí, zprávy o pozoruhodných objevech a netypických jevech v živé i neživé přírodě nebo recenze nejnovější ekologické literatury. Sleduje a představuje také problémy spjaté s environmentálním zákonodárstvím a politikou. Součástí časopisu se také staly pravidelné rubriky Přírodní parky a Ekologická poradna. Jednotlivá čísla jsou též doplněna ukázkami českých básníků, prozaiků i výtvarníků, včetně začínajících autorů. Vychází i speciální rubrika Galerie, která představuje současné umělce, kteří se inspirují přírodou. Hlavním tématem časopisu se snaží naplnit číslo maximálně ze dvou třetin a zbývající třetina sestává z pravidelných rubrik nebo aktuálních událostí – zajímavosti z přírody a krajiny, rozhovor, nebo zajímavá rubrika Krajina mého srdce, sdělující vyznání autora ke konkrétní krajině. První fejeton v této rubrice vyšel v roce 1997. Vycházely zde texty od filozofů i praktických ochranářů.

## Historie

### Počátky časopisu
První číslo časopisu v roce 1986 bylo uvedeno úvodníkem redaktora Jana Laciny Proč právě Veronica?, ve kterém autor čtenářům vysvětluje název časopisu (latinský název rozrazilu, který spolu se svým rodným krajem básnicky oslavil Vítězslav Nezval). Při rozdělení slova na vero (latinsky opravdu, věru, vskutku, skutečně, jistě) a nika (základní ekologický pojem shrnující složité vztahy organismů a jejich prostředí), vzniká druhý význam názvu periodika, kterým je ochrana přírody a krajiny. Hlavním cílem Veronicy byla totiž již od začátku ochrana tradiční venkovské přírody. Vedoucím redaktorem byl v té době Miroslav Kundrata a po jeho boku stáli redaktoři Antonín Buček a Jan Lacina společně s Oldřichem Bártou, který byl redaktorem a rovněž grafikem časopisu. Zásluhou Oldřicha Bárty se Veronica stala fórem, kde se dodnes střetávají sofistikovaná díla vůdčích, ekologických, přírodovědeckých, ochranářských, filozofických, etnologických a nebo historických duchů s příspěvky začínajících autorů, často středoškolských studentů nebo ochranářů z terénu. Logo vytvořil Rostislav Pospíšil společně s obálkou, na které později pracoval i Jan Steklík. Od roku 1987 začíná časopis Veronica vycházet pravidelně. Původně vycházel jako zpravodaj ČSOP Brno město a Brno venkov, kvůli tehdejšímu ideologickému dozoru nad tiskovinami. 

### Po roce 2000
Po roce 2002 bylo nutné redakci pro nedostatek finančních prostředků redukovat na jediného redaktora. Problémů bylo za dobu existence časopisu nemálo (nedostatek vhodných prostor, ideologická cenzura, ubývající počet předplatitelů). Proto byla zvolena podoba tematických čísel, které vycházejí postupně po roce 2000. Ta umožnila, aby se o větší náplň čísla postaral odborný garant z členů redakční rady nebo externista. Do 25. května 2022 uplatnilo ve Veronice své texty kolem 2380 autorů.

## Redakce

### Počátky
- Miroslav Kundrata – vedoucí redaktor
- Antonín Buček – redaktor
- Jan Lacina – redaktor
- Oldřich Bárta – redaktor, grafik

### Současná redakce
- Bohdana Fabiánová – šéfredaktorka
- Jiří Turek – korektury[5]